# Halowe Mistrzostwa Europy w Łucznictwie 2013
14. Halowe Mistrzostwa Europy w Łucznictwie odbyły się w dniach 26 lutego – 2 marca 2013 roku w Rzeszowie. Były to drugie mistrzostwa organizowane w Polsce.

## Reprezentacja Polski seniorów

### łuk klasyczny
- Mateusz Bucki
- Rafał Dobrowolski
- Michał Gomoliszek
- Karina Lipiarska
- Wioleta Myszor
- Joanna Rząsa

### łuk bloczkowy
- Krzysztof Gorczyca
- Renata Leśniak
- Anna Stanieczek
- Katarzyna Szałańska
- Marcin Szemiot
- Ryszard Zygmunt

## Reprezentacja Polski juniorów

### łuk klasyczny
- Kamil Adamek
- Mateusz Fatyga
- Patryk Gołąbczak
- Anna Huk
- Klaudia Kleszcz
- Marlena Wejnerowska

### łuk bloczkowy
- Karolina Bednarczyk
- Maciej Kuśnierz
- Wojciech Szwajcowski
- Marta Tomaszek
- Wiktor Walas
- Sylwia Zyzańska

## Medaliści

### Seniorzy

#### Strzelanie z łuku klasycznego
| Konkurencja:           | Złoto:                                                               | Srebro:                                                            | Brąz:                                                        |
| indywidualnie kobiet   | Natalia Erdynijewa                                                   | Natalia Valeeva                                                    | Claudia Mandia                                               |
| indywidualnie mężczyzn | Rick van der Ven                                                     | Jean-charles Valladont                                             | Sjef van den Berg                                            |
| drużynowo kobiet       | Ukraina · Lidia Siczenikowa · Kateryna Palecha · Wiktoria Kowal      | Włochy · Pia Carmen Lionetti · Claudia Mandia · Natalia Valeeva    | Rosja · Natalia Erdynijewa · Inna Stepanowa · Anna Bombojewa |
| drużynowo mężczyzn     | Holandia · Rick van der Ven · Sjef van den Berg · Rick van der Oever | Rosja · Aleksander Kożin · Belikto Cyrempiłow · Bair Cybekdorżejew | Włochy · Alberto Zagami · Luca Palazzi · Matteo Fissore      |

#### Strzelanie z łuku bloczkowego
| Konkurencja:           | Złoto:                                                        | Srebro:                                                                  | Brąz:                                                               |
| indywidualnie kobiet   | Ivana Buden                                                   | Naomi Jones                                                              | Jelena Babinina                                                     |
| indywidualnie mężczyzn | Pierre-Julien Deloche                                         | Peter Elzinga                                                            | Stephan Hansen                                                      |
| drużynowo kobiet       | Włochy · Anastasia Anastasio · Laura Longo · Marcella Tonioli | Rosja · Albina Łoginowa · Kira Andriejewa · Jelena Nowikowa              | Wielka Brytania · Naomi Jones · Nichola Simpson · Claudine Jennings |
| drużynowo mężczyzn     | Holandia · Mike Schloesser · Peter Elzinga · Ruben Bleyendaal | Francja · Sebastien Brasseur · Pierre-Julien Deloche · Sebastien Peineau | Dania · Martin Damsbo · Stephan Hansen · Jan Bang                   |

### Juniorzy

#### Strzelanie z łuku klasycznego
| Konkurencja:           | Złoto:                                                             | Srebro:                                                        | Brąz:                                                             |
| indywidualnie kobiet   | Marjana Struk                                                      | Aybüke Aktuna                                                  | Anne Marie Laursen                                                |
| indywidualnie mężczyzn | Wałentyn Kucij                                                     | Luca Maran                                                     | Dan Olaru                                                         |
| drużynowo kobiet       | Ukraina · Anastazja Pawłowa · Weronika Marczenko · Marjana Struk   | Rosja · Kristina Timofiejewa · Ojuna Bołotowa · Sabina ALijewa | Białoruś · Darja Bahiuk · Marija Afanasjewa · Karyna Dziominskaja |
| drużynowo mężczyzn     | Niemcy · Florian Kahllund · Carlo Schmitz · Maximillian Weckmüller | Włochy · Luca Maran · David Pasqualucci · Fabio Fancello       | Słowenia · Jan Rijavec · Gasper Štrajhar · Klemen Štrajhar        |

#### Strzelanie z łuku bloczkowego
| Konkurencja:           | Złoto:                                                        | Srebro:                                                      | Brąz:                                                              |
| indywidualnie kobiet   | Aleksandra Sawenkowa                                          | Sahra Sönnichsen                                             | Maja Orlic                                                         |
| indywidualnie mężczyzn | Mario Vavro                                                   | Renaud Domanski                                              | Julien Simon                                                       |
| drużynowo kobiet       | Dania · Sarah Sönninhsen · Tanja Jensen · Ida Frandsen        | Włochy · Deborah Grillo · Giulia Cavalleri · Sabrina Franzoi | Ukraina · Wiktoria Diakowa · Marija Szkolna · Iryna Czobra         |
| drużynowo mężczyzn     | Ukraina · Władysław Bolszakow · Mychajło Bożko · Ihor Kardasz | Rosja · Anton Bulajew · Witalij Noskow · Władysław Kuzmin    | Grecja · Christos Aerikos · Dimosthenis Lyras · Dimitrios Labrakis |

## Klasyfikacja medalowa

### Seniorzy
| Lp. | Państwo         | Złoto | Srebro | Brąz | Razem |
| 1.  | Holandia        | 3     | 1      | 1    | 5     |
| 2.  | Włochy          | 1     | 2      | 2    | 5     |
| 3.  | Rosja           | 1     | 2      | 1    | 4     |
| 4.  | Francja         | 1     | 2      | 0    | 3     |
| 5.  | Chorwacja       | 1     | 0      | 0    | 1     |
| 5.  | Ukraina         | 1     | 0      | 0    | 1     |
| 7.  | Wielka Brytania | 0     | 1      | 1    | 2     |
| 8.  | Dania           | 0     | 0      | 2    | 2     |
| 9.  | Litwa           | 0     | 0      | 1    | 1     |

### Juniorzy
| Lp. | Państwo   | Złoto | Srebro | Brąz | Razem |
| 1.  | Ukraina   | 4     | 0      | 1    | 5     |
| 2.  | Rosja     | 1     | 2      | 0    | 3     |
| 3.  | Dania     | 1     | 1      | 1    | 3     |
| 4.  | Chorwacja | 1     | 0      | 1    | 2     |
| 5.  | Niemcy    | 1     | 0      | 0    | 1     |
| 6.  | Włochy    | 0     | 3      | 0    | 3     |
| 7.  | Belgia    | 0     | 1      | 0    | 1     |
| 7.  | Turcja    | 0     | 1      | 0    | 1     |
| 9.  | Białoruś  | 0     | 0      | 1    | 1     |
| 9.  | Francja   | 0     | 0      | 1    | 1     |
| 9.  | Grecja    | 0     | 0      | 1    | 1     |
| 9.  | Mołdawia  | 0     | 0      | 1    | 1     |
| 9.  | Słowenia  | 0     | 0      | 1    | 1     |